# عون السلولی
عون السلولی (عربی: عون السلولي؛ زادهٔ ۲ سپتامبر ۱۹۹۸) بازیکن فوتبال اهل عربستان سعودی است.
از باشگاه‌هایی که در آن بازی کرده‌است می‌توان به باشگاه فوتبال الاتحاد اشاره کرد.
وی همچنین در تیم‌های ملی فوتبال زیر ۱۷، زیر ۲۰ و زیر ۲۳ سال عربستان سعودی بازی کرده‌است.